# Provincia de Kwango
Kwango (en francés: Kouango) es una de las veintiséis provincias de la República Democrática del Congo, creada de acuerdo con la Constitución de 2005. Su capital es Kenge. Toma su nombre del río Kwango, un afluente del río Kasai que define la frontera internacional entre la RDC y Angola.

## Divisiones administrativas
La capital provincial es Kenge. Otras ciudades son Popokabaka, Feshi, Kasongo Lunda, Lusanga y Kahemba. La provincia se encuentra en el suroeste de la República Democrática del Congo, limitando con Angola al sur.
Los territorios son:
- Feshi
- Kahemba
- Kasongo Lunda
- Kenge
- Popokabaka

## Historia
Kwango existió anteriormente como provincia congoleña de 1962 a 1966. De 1966 a 2015, Kwango fue administrado como un distrito de la provincia de Bandundu. Kwango volvió al estatus provincial completo con su capital de Kenge el 18 de julio de 2015.